# Oxypoda sedula
Oxypoda sedula är en skalbaggsart som beskrevs av Thomas Casey 1911. Oxypoda sedula ingår i släktet Oxypoda och familjen kortvingar. Inga underarter finns listade i Catalogue of Life.